# Deng Chao
Deng Chao (邓超, né le 8 février 1979 à Nanchang) est un réalisateur, scénariste et chanteur chinois très connu pour sa présence récurrente dans l'émission Keep Running (en). Ses films récents, The Breakup Guru (en) (2014), The Mermaid (2016) et Duckweed (2017), se sont hissés parmi les plus gros succès du box-office chinois. En 2017, il reçoit le Coq d'or du meilleur acteur pour sa prestation dans The Dead End (en) (2015).

## Biographie

### Débuts
Au cours de sa troisième année d'études à l'académie centrale d'art dramatique de Pékin, Deng est remarqué pour ses rôles dans les pièces de théâtre Cui Hua, Serve Suancai et  Please. Après avoir obtenu son diplôme, il commence à jouer dans des séries dramatiques et devient célèbre avec The Young Emperor en 2003 puis avec la série romantique militaire Happiness as Flowers de Gao Xixi (en), qui marque une transformation de son image.

### 2008–2010: Reconnaissance croissante
Grâce à sa popularité croissante, Deng joue un rôle dans film Héros de guerre (2007) de Feng Xiaogang. Le film est bien reçu par le public et salué par la critique. Deng remporte le Prix des Cent Fleurs du meilleur acteur, réussissant par le fait son passage au cinéma. La même année, il joue dans le thriller romantique The Equation of Love and Death (en) de Cao Baoping (en), et reçoit le prix de la société aux Phénix d'or (en) pour sa prestation.
En 2010, il joue dans la superproduction Détective Dee : Le Mystère de la flamme fantôme de Tsui Hark, interprétant un détective albino nommé Peng Dong Lai. Il est nommé au Hong Kong Film Awards du meilleur acteur acteur dans un rôle secondaire pour cela. Il apparaît ensuite dans le film fantastique Mural (en) (2011) de Gordon Chan, adapté du célèbre recueil Contes étranges du studio du bavard. En 2012, il signe pour jouer Sang froid dans la trilogie The Four, basé sur la série de romans Si Da Ming Bu (« Les quatre grands gens d'armes ») de Woon Swee Oan (en),

### 2013-2015: Réalisateur et participation àKeep Running
En 2013, Deng est l'un des trois rôles principaux masculins dans American Dreams in China (en) de Peter Chan, racontant l'histoire de trois jeunes hommes issus de milieux défavorisés qui réussissent à ouvrir une école d’apprentissage de l'anglais réputée. Le film est un succès commercial et reçoit de bonnes critiques. Le Taipei Times le considère comme un « œuvre de divertissement bien exécutée qui prêche sur la puissance croissante de la Chine » et félicite Deng pour sa « prestation d'un idéaliste ayant peu confiance en lui ».
Deng fait ses débuts comme réalisateur avec The Breakup Guru (en) (2014), une comédie romantique dans laquelle il joue lui-même aux côtés de Yang Mi. Bien qu'il ait été confronté à une concurrence féroce des superproductions hollywoodiennes, le film rapporte 180 millions de yuans au cours de sa première semaine d'exploitation et est l'un des films les plus rentables en Chine cette année-là. La même année, il rejoint l'émission Keep Running (en), une adaptation de l'émission sud-coréenne Running Man. Keep Running jouit alors d'une énorme popularité en Chine. Cette année-là, Deng est élu Acteur chinois le plus précieux.
Deng joue ensuite dans le film policier The Dead End (en) de Cao Baoping, et est salué par les critiques pour avoir « insuffler de la vie dans son rôle avec des prestations fascinantes », ainsi que pour son alchimie avec l'acteur Duan Yihong. Il partage le prix du meilleur acteur avec Duan et Guo Tao (en) au 18e Festival international du film de Shanghai, et remporte le Coq d'or du meilleur acteur. Deng fait de nouveau équipe avec Yu Baimei pour la comédie Devil and Angel (en), suivi du succès The Breakup Guru. Cependant, contrairement à son prédécesseur, le film est élu Film le plus décevant de 2015 et est critiqué pour sa mauvaise approche de la comédie,.

### 2016-aujourd'hui: Le succès sur grand écran
En 2016, Deng joue dans The Mermaid de Stephen Chow. Il interprète le rôle d'un homme d’affaires play-boy tombant amoureux d'une sirène qui a pour mission de l'assassiner. The Mermaid devient alors le plus gros succès chinois de tous les temps. Deng joue ensuite dans le film romantique I Belonged to You (en), basé sur le roman éponyme racontant une histoire d'amour entre deux DJ. Le film est un succès et bat un record de recettes au box-office pour un drame romantique.
En raison de son succès sur grand écran, CBN Weekly le classe 3e célébrité la plus bankable de Chine, et acteur le plus lucratif sur grand écran de Chine.
En 2017, Deng joue dans la comédie Duckweed de Han Han, interprétant un pilote automobile rebelle pensant que ses parents ne le comprennent pas. C'est un succès commercial et critique inattendu,. Il apparaît ensuite dans le thriller The Liquidator (en), basé sur la série de romans policiers à succès Evil Minds: City Light et réalisé par Xu Jizhou.
En 2018, Deng joue dans le film historique Shadow de Zhang Yimou.
En 2019, il co-réalise et tient le rôle principal du film dramatique Looking Up.

## Autres activités
En 2016, Deng et son partenaire Yu Baimei (avec qui il co-réalise The Breakup Guru (en), Devil and Angel (en) et Looking Up) ouvre leur propre théâtre nommé le Super Theatre.

## Vie privée
Deng est marié à l'actrice Betty Sun depuis 2010. Ils ont deux enfants, un fils nommé Deng Han Zhi et une fille nommée Deng Han Yi.

## Filmographie

### Cinéma
| Année | Titre anglais                                   | Titre chinois    | Rôle            | Notes                               |
| ----- | ----------------------------------------------- | ---------------- | --------------- | ----------------------------------- |
| 2003  | When Love Loses Its Memory                      | 当爱情失去记忆   | Li Buxiao       |                                     |
| 2007  | Héros de guerre                                 | 集结号           | Zhao Erdou      |                                     |
| 2008  | The Equation of Love and Death                  | 李米的猜想       | Fang Wen        |                                     |
| 2008  |                                                 | 爱情呼叫转移2    | Yuan Jia        | [ 42 ]                              |
| 2009  | The Founding of a Republic                      | 建国大业         | Xu Beihong      | Participation amicale               |
| 2010  | Détective Dee : Le Mystère de la flamme fantôme | 狄仁杰与通天帝国 | Bei Donglai     |                                     |
| 2011  | Perfect Baby                                    | 巴黎宝贝         | Ma Xiaoshun     | [ 44 ]                              |
| 2011  | The Founding of a Party                         | 建党伟业         | Chen Yi         |                                     |
| 2011  | Mural                                           | 画壁             | Zhu Xiaolian    |                                     |
| 2012  | The Four                                        | 四大名捕         | Leng Xie        |                                     |
| 2013  | American Dreams in China                        | 中国合伙人       | Meng Xiaojun    |                                     |
| 2013  | The Four II                                     | 四大名捕2        | Leng Xie        |                                     |
| 2014  | The Breakup Guru                                | 分手大师         | Mei Yuangui     | également réalisateur et producteur |
| 2014  | The Four III                                    | 四大名捕3        | Leng Xie        |                                     |
| 2015  | Jian Bing Man                                   | 煎饼侠           | Deng Chao       | Caméo                               |
| 2015  | The Dead End                                    | 烈日灼心         | Xin Xiaofeng    |                                     |
| 2015  | Hundred Regiments Offensive                     | 百团大战         | Zhang Zizhong   | Caméo                               |
| 2015  | Devil and Angel                                 | 恶棍天使         | Mo Feili        | également réalisateur et producteur |
| 2016  | The Mermaid                                     | 美人鱼           | Liu Xuan        |                                     |
| 2016  | I Belonged to You                               | 从你的全世界路过 | Chen Mo         |                                     |
| 2017  | Duckweed                                        | 乘风破浪         | Xu Tailang      |                                     |
| 2017  | The Liquidator                                  | 心理罪：城市之光 | Fang Mu         |                                     |
| 2017  | Sky Hunter                                      | 空天猎           |                 | Caméo                               |
| 2018  | Shadow                                          | 影               | Zihu / Jingzhou |                                     |
| 2019  | Looking Up                                      | 银河补习班       |                 |                                     |
| 2019  | Midnight Diner                                  | 深夜食堂         |                 | Participation amicale               |

### Télévision
| Année | Titre anglais                             | Titre chinois        | Rôle                 | Notes              |
| ----- | ----------------------------------------- | -------------------- | -------------------- | ------------------ |
| 2001  | The Joy of Spring                         | 换了青春             | Liang Dawei          |                    |
| 2003  | The following is the fertile soil of sand | 黄沙下面是沃土       | Wang Heiyuan         |                    |
| 2003  | The Young Emperor                         | 少年天子             | l'empereur Shunzhi   |                    |
| 2004  | Beijing Holiday                           | 北京假日             | Liu Xiaodong         |                    |
| 2004  |                                           | 谍战之特殊较量       | Zhao Zhiqiang        | [ 47 ]             |
| 2005  | The Royal Swordsmen                       | 天下第一             | Zheng De             | [ 48 ]             |
| 2005  | Happiness as Flowers                      | 幸福像花儿一样       | Bai Yang             |                    |
| 2005  | Young Kangxi                              | 少年康熙             | l'empereur Kangxi    | [ 49 ]             |
| 2005  |                                           | 明末风云             | l'empereur Chongzhen | [ 50 ]             |
| 2005  |                                           | 风流才子翻转天       | Kuang Nanhai         |                    |
| 2006  |                                           | 爱了散了             | Chen Feng            | [ 51 ]             |
| 2006  | Young Justice Bao III                     | 少年包青天3          | Bao Zheng            | [ 52 ]             |
| 2006  | New Stars in the Night                    | 新昨夜星辰           | Zhou Xinbang         | [ 53 ]             |
| 2007  | Silent Tears                              | 女人不哭             | Zhao Jian            | [ 54 ]             |
| 2008  | Romantic West St.                         | 浪漫的西街           | Hu Dawei             | [ 55 ]             |
| 2008  |                                           | 甜蜜蜜               | Lei Lei              | [ 56 ]             |
| 2008  | Rich Man Poor Love                        | 钻石王老五的艰难爱情 | Meng Hao             | [ 57 ]             |
| 2009  | Human Love                                | 人间情缘             | Li Xiaojun           | [ 58 ]             |
| 2009  | Medic                                     | 军医                 | Lin Bingkun          | [ 59 ]             |
| 2009  | The Heavenly Sword and Dragon Saber       | 倚天屠龙记           | Zhang Wuji           | [ 60 ]             |
| 2010  | You're My Brother                         | 你是我兄弟           | Ma Xuejun            | [ 61 ]             |
| 2011  | Love of Yan'an                            | 延安爱情             | Peng Chengdou        | [ 62 ]             |
| 2014  | Ten Years of Love                         | 相爱十年             | Xiao Ran             | [ 63 ]             |
| 2017  | Master Healing                            | 复合大师             | Mei Yangui           | Special appearance |

### Émissions de télévision
| Année     | Titre anglais     | Titre chinois | Rôle | Notes |
| --------- | ----------------- | ------------- | ---- | ----- |
| 2014–2018 | Keep Running (en) | 奔跑吧        |      |       |

## Discographie
| Année | Titre anglais                     | Titre chinois  | Album                                 | Notes                                                      |
| ----- | --------------------------------- | -------------- | ------------------------------------- | ---------------------------------------------------------- |
| 2002  | Forever Farewell                  | 永相别         | The Young Emperor OST                 |                                                            |
| 2005  | Only Need You                     | 只要有你       | Young Justice Bao III OST             | avec Jin Minjia                                            |
| 2006  | Tian Mi Mi                        | 甜蜜蜜         | Tian Mi Mi OST                        | avec Betty Sun                                             |
| 2006  | The Moon Represents My Heart      | 月亮代表我的心 | Tian Mi Mi OST                        | avec Betty Sun                                             |
| 2008  | Brothers                          | 兄弟           | Héros de guerre OST                   |                                                            |
| 2008  | I Will Grow Up Today              | 今天就长大     | N/A                                   | Thème de Jiayou, 2008!                                     |
| 2009  | Hua Xia Hero                      | 华夏英雄       | The Heaven Sword and Dragon Saber OST |                                                            |
| 2009  | Bloom                             | 绽放           | N/A                                   | Thème de la 18e cérémonie des Coqs d'or                    |
| 2010  | A Bright Moon is Born on the Sea  | 海上生明月     | N/A                                   | Chanson promotionnelle de l'Exposition universelle de 2010 |
| 2010  | Promise                           | 诺言           | You're My Brother OST                 |                                                            |
| 2011  | Xuan Yuan Legend                  | 轩辕传奇       | N/A                                   | Thème du jeu-vidéo Xuan Yuan Legend                        |
| 2011  | Mural                             | 画壁           | Mural OST                             | avec Betty Sun                                             |
| 2012  | Dreams Won't Die                  | 梦不死         | The Four OST                          |                                                            |
| 2013  | The Proverb of Love               | 爱的箴言       | Ten Years of Love OST                 |                                                            |
| 2013  | The Story of Time                 | 光阴的故事     | American Dreams in China OST          | avec Huang Xiaoming et Tong Dawei                          |
| 2014  | Hello World                       | N/A            | The Breakup Guru OST                  |                                                            |
| 2014  | The Echoes of the Mountain Valley | 山谷里的回声   | The Breakup Guru OST                  |                                                            |
| 2014  | Sweet Chocolate                   | N/A            | The Breakup Guru OST                  |                                                            |
| 2014  | Super Hero                        | 超级英雄       | N/A                                   | Thème de Keep Running (en)                                 |
| 2014  | Brahmas Lullaby                   | 摇篮曲         | N/A                                   |                                                            |
| 2015  | The Song of Little Tail           | 小尾巴之歌     | The Dead End OST                      |                                                            |
| 2015  | Your Majesty, I Am Wrong          | 娘娘我错了     | Devil and Angel OST                   |                                                            |
| 2015  | Alphabet Song                     | 字母歌         | Devil and Angel OST                   |                                                            |
| 2015  | Love in the World                 | 有情世间       | Devil and Angel OST                   |                                                            |
| 2016  | Undefeatable                      | 无敌           | The Mermaid OST                       |                                                            |
| 2016  | Love Song of Broadcast Station    | 电台情歌       | I Belonged to You OST                 |                                                            |
| 2017  | Luan Mu's Wood Guitar             | 乱炖的木吉他   | Buddies in India OST                  |                                                            |
| 2017  | Ride the Winds, Break the Waves   | 乘风破浪歌     | Duckweed OST                          |                                                            |

## Distinctions
| Année | Prix                                                | Catégorie                    | Film                                            | Issue      | Ref.   |
| ----- | --------------------------------------------------- | ---------------------------- | ----------------------------------------------- | ---------- | ------ |
| 2008  | 29e cérémonie des Prix des Cent Fleurs              | Meilleur acteur secondaire   | Héros de guerre                                 | Lauréat    |        |
| 2009  | 27e cérémonie des Coqs d'or                         | Meilleur acteur secondaire   | Héros de guerre                                 | Nomination |        |
| 2009  | 22e cérémonie des Phénix d'or (en)                  | Meilleur acteur dans un film | Héros de guerre                                 | Lauréat    |        |
| 2011  | 30e cérémonie des Hong Kong Film Awards             | Meilleur acteur secondaire   | Détective Dee : Le Mystère de la flamme fantôme | Nomination |        |
| 2013  | 10e Festival du film étudiant de Canton             | Acteur le plus populaire     | American Dreams in China                        | Lauréat    | [ 65 ] |
| 2015  | 18e Festival international du film de Shanghai      | Meilleur acteur              | The Dead End                                    | Lauréat    |        |
| 2015  | 52e cérémonie des Golden Horse Film Awards          | Meilleur acteur              | The Dead End                                    | Nomination |        |
| 2016  | 7e cérémonie des China Film Director's Guild Awards | Meilleur acteur              | The Dead End                                    | Nomination |        |
| 2016  | 33e cérémonie des Prix des Cent Fleurs              | Meilleur acteur              | The Dead End                                    | Nomination |        |
| 2017  | 31e cérémonie des Coqs d'or                         | Meilleur acteur              | The Dead End                                    | Lauréat    |        |
| 2018  | 9e cérémonie des China Film Director's Guild Awards | Meilleur acteur              | Duckweed                                        | Nomination |        |
| 2018  | 55e cérémonie des Golden Horse Film Awards          | Meilleur acteur principal    | Shadow                                          | Nomination | [ 66 ] |
| 2019  | 25e cérémonie des Huading Awards                    | Meilleur acteur              | Shadow                                          | Nomination | [ 67 ] |